# William Tutte
William "Bill" Thomas Tutte, född 14 maj 1917, död 2 maj 2002, var en brittisk, senare kanadensisk matematiker och kryptoanalytiker. I andra världskriget löste han det tyska Lorenz-chiffret som tyskarna till stor del använde i sin kommunikation under kriget.

## Biografi

### Uppväxt och utbildning
Tutte växte upp i Newmarket, England, som son till en trädgårdsmästare. Han blev prisbelönt i skolan, och fick vid elva års ålder via ett stipendium gå över till välkända Cambridge and County High School i Cambridge. Vidare läste han kemi vid Trinity College i Cambrige, och gick över till matematikstudier 1940. Via the Trinity Mathematical Society mötte han likasinnade, och de bildade en egen grupp som tillsammans bedrev matematikforskning, med gemensamma publikationer.

### Kodknäckning vid Bletchley Park
Tuttes studier kom att avbrytas vid andra världskriget. På inrådan från sin handledare flyttade han då till Bletchley Park, centret för brittisk chifferanalys och avkodning av axelmakternas krypterade meddelanden. Först fick Tutte uppdraget att avkryptera meddelanden från den svensk-designade Hagelin-kryptoapparaten som användes av den italienska flottan. Hagelinapparaten var fritt tillgänglig på marknaden, och dess krypteringsfunktion var känd, därmed gick avkrypteringen förhållandevis enkelt för Tutte. De avkrypterade meddelandena möjliggjorde bland annat att britterna kunde identifiera och sänka general Rommels leveranser med förnödenheter på väg över Medelhavet till Nordafrika.
Sommaren 1941 förflyttades Tutte till enheten för avkodning av tyska teleprintermeddelanden (kallad Fish). Med hjälp av Alan Turing hade gruppen redan knäckt Enigma-koden som användes av tyska marinen och flygvapnet. Däremot använde tyska arméns högst uppsatta en annan kod, som Bletchley Park benämnde Tunny (tonfisk), och ännu inte hade knäckts. Turings grupp lämnade över Tunny-problemet till Tutte efter att de hade gått bet. Tutte, ännu en nybörjare, tog sig an uppgiften med en teknik som han hade lärt sig under sin kryptografiska utbildning -  att skriva ut koden för hand och leta efter upprepningar. Ett väldigt tidskrävande arbete han tog sig an "för att se upptagen ut", men som visade sig ge resultat.
Till skillnad från Hagelin- och Enigmaapparaterna var Tunnys design helt okänd för Bletchley Park, allt de visste om maskinen var via de krypterade meddelanden de tog emot. Trots det lyckades gruppen, med Tutte i spetsen, via reversed engineering räkna ut Tunnys funktion och återskapa dess design. Maskinen var en 12-hjulig rotorkryptoapparat som konstruerade en form av strömchiffer som var mer avancerat än Enigmas (med endast fyra kryptohjul), och Tuttes team räknade ut hur hjulen roterade i förhållande till varandra samt hur många kuggar varje hjul hade. Apparaten, fick de veta flera år senare, var av en tysk serie kallad Lorenz SZ.

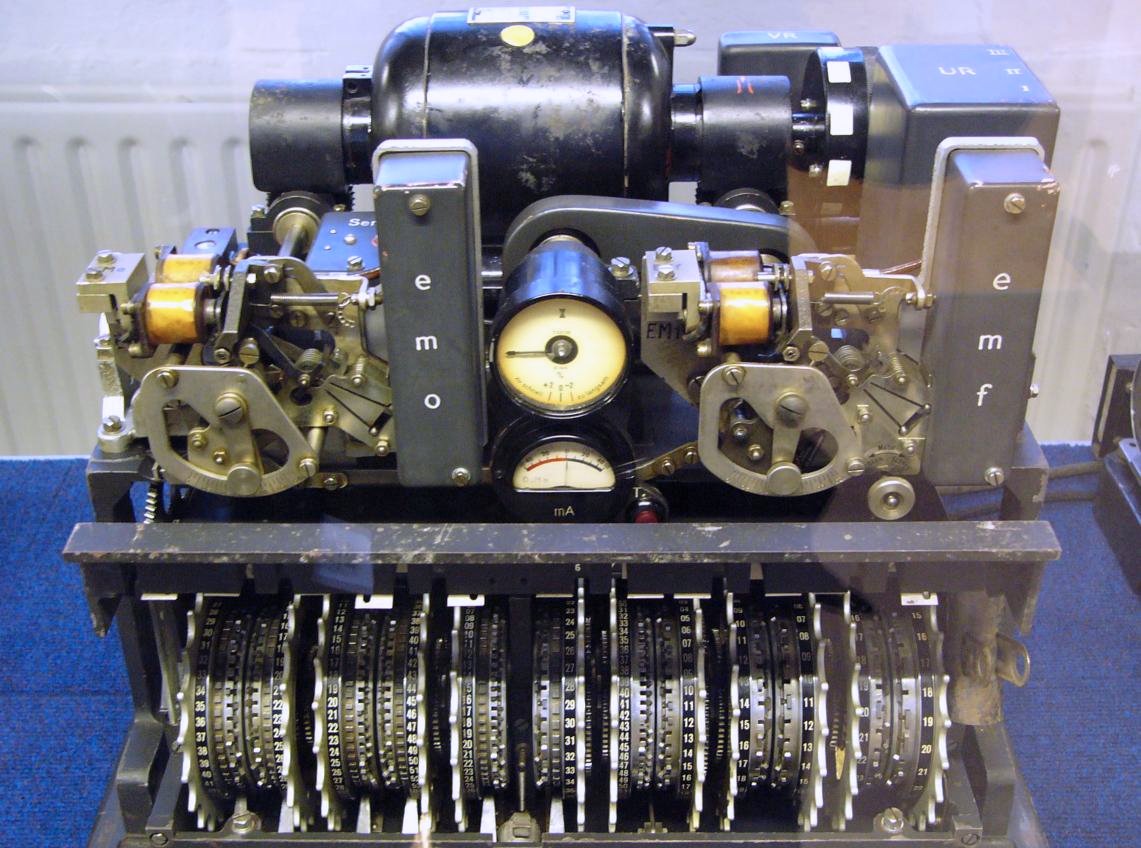
Lorenz SZ42-maskinen, av Tuttes team kallad Tunny, här med borttagna lock. Från Bletchley Park-museet.

Det räckte dock inte med att veta hur "Tunny" fungerade - man behövde också ta fram en metod för att kunna avkoda meddelandena. Till en början, mellan 1942-1943, användes Turings metoder med papper och penna för att räkna ut chifferkoden för varje meddelande. Därefter kunde de använda Tuttes egendesignade Tunny-kopia kallad "British Tunny" till avkodningen. Tack vare samarbetet mellan Tutte och Turing kunde kommunikationen på högsta säkerhetsnivå mellan det tyska överkommandot i Wehrmacht och övriga ockuperade Europa avlyssnas. Med denna metod kunde till exempel Sovjet förvarnas om tyskarnas anfall vid Kursk och förbereda den motattack som ledde till tysk reträtt.
År 1943 kom nästa genombrott: Tutte tog fram en ny statistisk metod för att räkna ut chifferkoden för varje meddelande, något som kunde beräknas elektroniskt. I anslutning till detta designades så världens första digitala högfungerande dator, Colossus: en slags elektronisk version av Tunny med Tuttes statistiska metod inbyggd. Med hjälp av Colossus kunde ett kodat meddelande matas in, och det avkrypterade meddelandet matas ut, något som skedde första gången i februari 1944.
Att Tutte med kollegor lyckades räkna ut Tunnys chiffreringsteknik var en enorm bedrift, och har kallats en av de största intellektuella insatserna under andra världskriget, bland annat i samband med att Tutte utnämndes till officer av Kanadaorden 2009.

### Efter kriget
Efter krigsslutet gick Tutte tillbaka till Cambridge och fortsatte sina studier. Han doktorerade i matematik med avhandlingen "An algebraic theory of graphs", i vilken han lade grunden för dagens matroidteori och linjärt oberoende. Tutte har beskrivit att avkrypteringsarbetet vid Bletchley Park var en slags linjär algebra, och lärdomarna därifrån lade grunden för avhandlingen.
Tutte flyttade sedan till Canada och University of Toronto. I Canada mötte han Dorothea, som han gifte sig med 1949. Han flyttade till University of Waterloo 1962, där han blev kvar till sin pensionering. Det innebar dock inte slutet på Tuttes arbete, utan han gav ut ytterligare nitton publikationer därefter. Sammanlagt publicerade Tutte 160 forskningsartiklar och sex böcker under sitt liv.

## Eftermäle
Asteroiden 14989 Tutte är uppkallad efter honom.